# Saint-Martin-aux-Arbres
Saint-Martin-aux-Arbres település Franciaországban, Seine-Maritime megyében. Lakosainak száma 305 fő (2022. január 1.). Saint-Martin-aux-Arbres Auzouville-l’Esneval, Criquetot-sur-Ouville, Ectot-l’Auber, Motteville, Saussay és Yerville községekkel határos.

## Népesség
A település népessége az elmúlt években az alábbi módon változott:
| Lakosok száma | 327  | 333  | 337  | 324  | 319  | 317  | 316  | 314  | 305  |
|               | 2013 | 2015 | 2016 | 2017 | 2018 | 2019 | 2020 | 2021 | 2022 |